# Charadrii
I Charadrii sono un sottordine di Charadriiformes a cui appartengono avocette, cavalieri d'Italia, pivieri, pavoncelle, beccacce di mare e il becco d'ibis.

## Tassonomia
I Charadrii sono suddivisi in sei famiglie:
- Haematopodidae: beccacce di mare (12 spp.)
- Dromadidae: droma (1 sp.)
- Ibidorhynchidae: becco d'ibis (1 sp.)
- Recurvirostridae: avocette e cavaliere d'Italia (10 spp.)
- Charadriidae: pivieri e pavoncelle (67 spp.)
- Pluvianidae (1 sp.)